# Carlo-franquisme
Le carlo-franquisme (en espagnol : carlofranquismo, carlo-franquismo) est le secteur du carlisme qui collabora activement au système politique de la dictature franquiste.
Après la proclamation du décret d'unification, qui au début de la guerre civile intégra de force les structures politiques du camp franquiste dans une entité unique, FET y de las JONS, la masse des militants carlistes se retira face à la marginalisation de leur mouvement et de leurs revendications dans un parti dominé par la Phalange espagnole,,.
Toutefois, si le carlisme dominant conserva officiellement une position indépendante, un certain nombre de militants carlistes — la figure la plus notable étant le comte de Rodezno, Tomás Domínguez Arévalo — s'engagèrent à titre personnel dans divers rôles dans le système franquiste, par exemple en tant que membres de la direction de FET y de las JONS, procurateurs (en) aux Cortes ou gouverneurs civils. La faction politique traditionaliste du régime franquiste issue du carlisme exerça un contrôle important sur le ministère de la Justice. Ils ne formèrent jamais une structure organisée, leurs allégeances dynastiques restèrent hétérogènes et leurs objectifs politiques furent variables. Au sein de la machinerie du pouvoir franquiste, les carlo-franquistes furent une faction minoritaire qui contrôlait environ 5 % des postes clés ; ils ne réussirent pas à façonner le régime mais purent servir parfois de contrepoids aux autres groupes en compétition pour le pouvoir, sous la supervision du général Franco, qui faisait en sorte de maintenir l'équilibre en toutes ces forces. Certains carlistes jouèrent ainsi un rôle relativement actif dans le régime qui se mettait en place et exercèrent une influence limitée,,,.
Différents auteurs relèvent ainsi le paradoxe auquel dut faire face le carlisme durant la période franquiste : bien que faisant partie du camp des vainqueurs de la guerre et ayant payé un lourd tribut lors de celle-ci, il fut aussi légalement exclu du régime instauré à sa suite et ne fit pas véritablement partie des gagnants,.

## Contexte
Le carlisme, mouvement apparu dans le premier tiers du XIXe siècle, se fit connaître au cours du siècle qui suivit pour sa position intransigeante — considérée par ses partisans comme une cohérence vertueuse avec ses principes et par ses opposants comme un fanatisme anachronique — plutôt que pour une propension à faire des compromis politique et à former des alliances pragmatiques sur la base de concessions. Le mouvement se targua souvent d’un statut indépendant et non aligné. À différents moments, il absorba divers groupements politiques, comme les néocatholiques dans les années 1860 ; durant la Restauration, les désaccords autour des stratégies d'alliance furent à l'origine de plusieurs ruptures majeures, avec des secteurs défendant la mise en place de larges coalitions et qui furent sanctionnés par leur exclusion, le pidalisme dans les années 1870, l'intégrisme en 1888 puis le mellisme en 1919 — les deux derniers réintégrèrent le carlisme au début de la Seconde République, —. Même des projets d'accords circonstanciels et limités entre monarchistes face à l'adversaire commun que représentait la République suscitèrent une importance résistance interne et furent finalement abandonnés, comme dans le cas de la coalition TYRE (es) au milieu des années 1930,.
Bien que très méfiants à l'égard des autres partis et peu disposés à s'engager dans des compromis politiques, à partir de la fin du XIXe siècle, encouragés par la montée du boulangisme en France, les carlistes nourrissaient l'espoir d'un général prêt à mener un coup d'État conservateur et auxquels ils étaient éventuellement prêts à prêter leur soutien,,. Au cours des décennies suivantes, ces expectatives portèrent sur quelques individus, comme Polavieja, Weyler, Primo de Rivera ou Sanjurjo. Dans la plupart des cas, ces projets restèrent lettre morte ; au début de l'été 1936 toutefois, les carlistes parvinrent à conclure un vague accord avec le général Emilio Mola — principal logisticien de la conspiration militaire anti-républicaine — qui déboucha sur leur participation au coup d'État militaire de juillet 1936,.

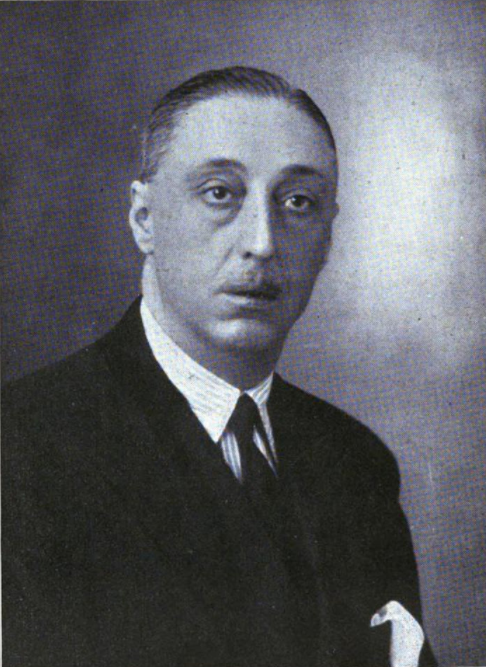
Rodezno.

Au cours des premiers mois de la guerre civile, les traditionalistes considéraient le camp anti-républicain comme une sorte d'alliance entre le carlisme et les militaires ; ils furent de plus en plus déconcertés par la montée du général Franco qui, au mépris apparent des accords antérieurs, commença à consolider son pouvoir et à marginaliser tous les groupements politiques indépendants. Lorsqu'au début de 1937 il commença à faire allusion à la fusion des organisations politiques existantes en un seul parti, censé unir tous les patriotes, les carlistes furent désorientés. D’une part, ils appréciaient l’unité politique comme un moyen de gagner la guerre ; certains de leurs documents antérieurs préconisaient déjà que tous les partis soient dissous et qu’un front patriotique commun soit créé, dans lequel ils espéraient probablement tenir le rôle principal. D’autre part, dans une entité unie et contrôlée par l’armée, ils craignaient de perdre leur identité politique ou de se retrouver en position minoritaire. Au cours d'une série de réunions tenues entre février et avril 1937, l'exécutif carliste se révéla divisé en deux. La faction dirigée par Rodezno prônait de se conformer aux exigences des militaires et suggérait aux traditionalistes de participer à la construction de l'organisation unifiée prévue ; la faction dirigée par Fal Conde suggéra de ne pas participer. Finalement, le premier l'emporta et le prétendant carliste donna à contrecœur son consentement au début des pourparlers en vue de l'unification,,.

## Émergence

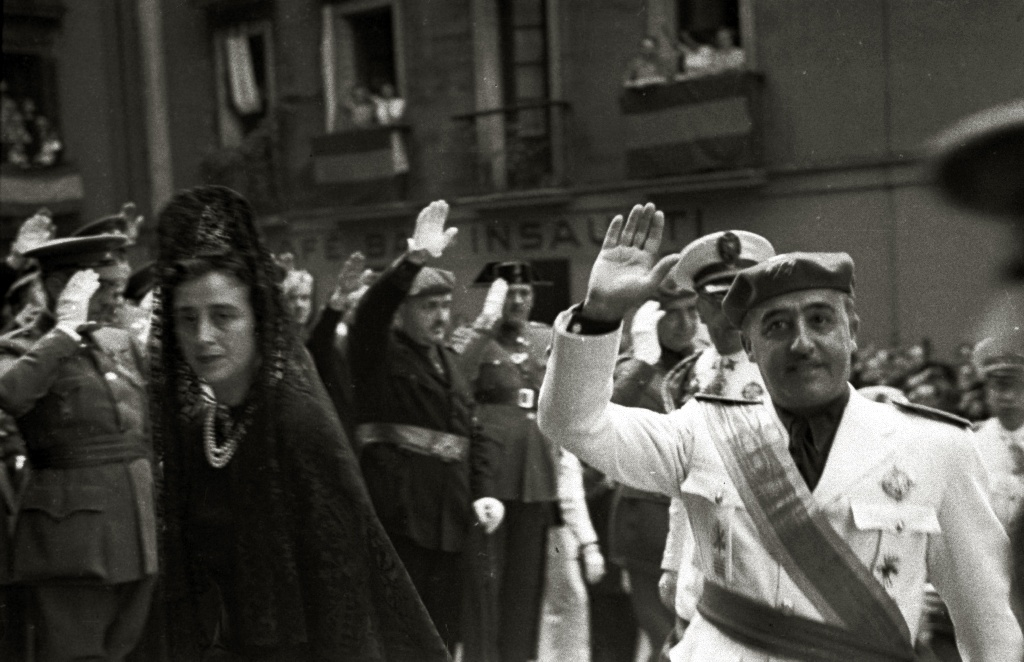
Franco portant le béret carliste en 1941.

En avril 1937, il s'avéra qu'il n'y aurait pas de négociations sur les conditions de la fusion dans le nouveau parti unique : Franco et Serrano Súñer conçurent eux-mêmes les termes de l'unification, les carlistes furent à peine consultés et apprirent l'apparition de  Falange Española Tradicionalista (FET) à la publication officielle du décret d'unification. Leur propre organisation, la Communion traditionaliste, fut déclarée unifiée dans FET avec la Falange Española de las JONS, comme tous ceux souhaitant rallier le Movimiento Nacional. Le programme du nouveau parti était calqué sur les principes nationaux-syndicalistes originaux de la Phalange, avec peu d'égard pour les conceptions carlistes traditionnelles,. L'exécutif de FET, composé de 10 membres nommés par Franco, comprenait cinq phalangistes, quatre carlistes et un alphonsiste. Lorsque c'était possible, les autorités organisèrent des manifestations publiques célébrant l'unité : défilés, marches et rassemblements communs. Rapidement, le nouveau parti saisit les avoirs des partis antérieurs à l'unification, comme les journaux, les immeubles ou les comptes bancaires. L’administration franquiste indiqua clairement qu'elle ne permettrait pas d'opposition au processus,.
En dépit de la pression officielle, le commandement carliste continua de fonctionner comme s'il dirigeait un groupe politique indépendant. Bien que les organes exécutifs comme la Junta Nacional Carlista de Guerra (« Commission nationale carliste de guerre ») aient cessé de se réunir, les carlistes tentèrent de sauver leurs biens de la mainmise de FET et leur identité politique propre grâce aux structures territoriales semi-clandestines d'avant-guerre ou aux réseaux de communication informels. Leur attitude envers le parti d'État unifié et le régime franquiste naissant était très ambiguë, se limitant à une participation marginale et très contrôlée. L'exécutif carliste semblait prêt à accepter l'unification comme une mesure limitée et temporaire en temps de guerre. Don Javier autorisa des personnes sélectionnées à entrer dans les structures de commandement de FET, mais expulsa du carlisme ceux qui se positionnaient sans son consentement préalable. Dans le cas de postes administratifs importants comme ceux de gouverneur civil ou de maire de grandes villes, les dirigeants de la Communion accueillirent favorablement la nomination de leurs hommes, étant entendu que les individus en question continueraient de travailler pour la cause et n'abandonneraient pas la perspective traditionaliste,

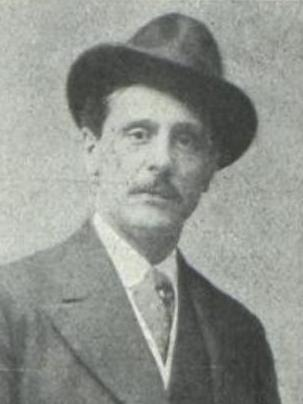
Esteban Bilbao.

Or il s’avéra rapidement qu'un processus de participation sous contrôle aux structures franquistes n’était pas gérable. Alors que le nouveau système prenait forme, de plus en plus de militants traditionalistes acceptaient des postes dans diverses structures sans chercher aucune autorisation formelle ou informelle des dirigeants carlistes. Certains d'entre eux conservèrent des liens étroits avec les structures carlistes, certains cultivèrent sélectivement des relations avec des carlistes tandis que d'autres préférèrent mettre fin à leurs engagements dans le mouvement. Dans leurs nouveaux rôles au sein du parti et de l'État, certains promouvaient activement le traditionalisme, par exemple au moyen de propagande ou de nominations personnelles, certains s'en tenaient strictement à la ligne officielle « unifiée », et d'autres adoptaient avec zèle la ligne phalangiste dominante, œuvrant pour le national-syndicalisme et prenant parfois des mesures anti-traditionalistes,. À la fin des années 1930 et au début des années 1940, il était déjà clair qu’une partie importante du carlisme était activement engagée dans l'appareil d'État franquiste. Bien qu’hétérogène, ce groupe apparut comme une composante visible de la scène politique espagnole. Il se distinguait des autres courants du régime, comme les phalangistes d’avant-guerre, les alphonsistes ou d'autres conservateurs plys génériques. Il se distinguait également du carlisme indépendant, qui continuait à fonctionner à la limite de la légalité, hors du cadre politique officiel et adoptant parfois une posture récalcitrante, voire ouvertement opposée au régime,,,.

## Rapports entre carlisme et franquisme

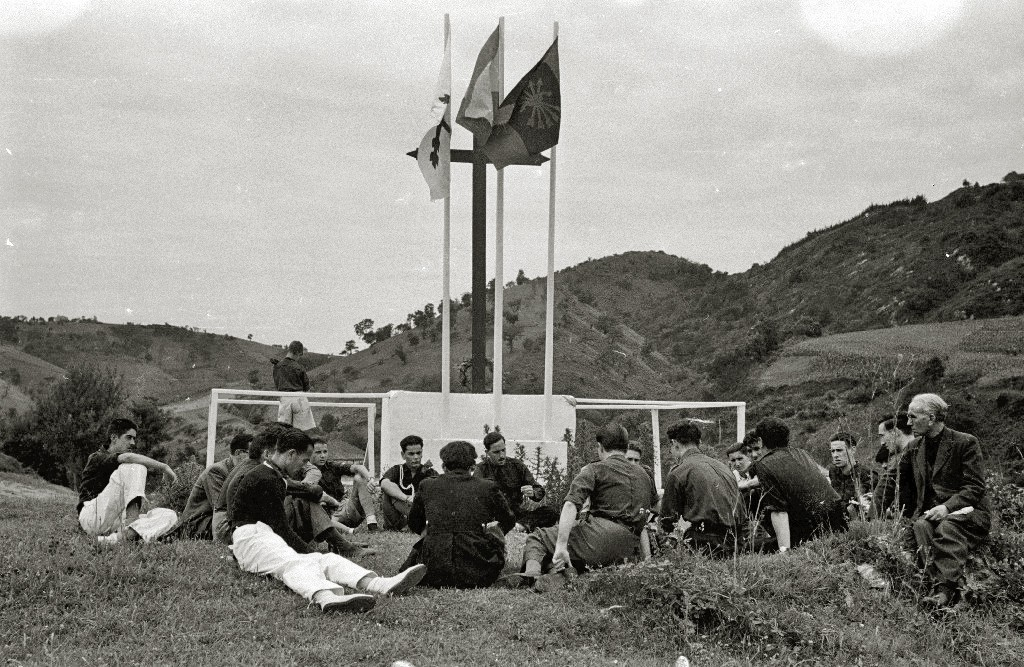
Camp d'entraînement de FET.

Du point de vue de la militance carliste, les carlofranquistes sont généralement présentés comme des personnes ayant trahi le traditionalisme au nom de leurs propres intérêts personnels, pouvoir politique ou gains matériels ou financiers. D'autres historiens conviennent que de nombreux collaborateurs carlistes au régime franquiste l'ont probablement fait par opportunisme et carriérisme. De bons exemples sont la famille Oriol, du Pays basque, avec le dignitaire du franquisme Antonio María de Oriol et son fils José Luis, homme d'affaires,, les entreprises de Tomás Dolz de Espejo (en), qui obtinrent d'importants contrats gouvernementaux dans le secteur de la construction, Isidoro Delclaux Aróstegui, qui fit fortune dans une industrie multi-sectorielle,,, José María Sentís (es), qui se vit accorder des licences liées au commerce avec la Guinée espagnole ou l'entreprise hydroélectrique de Joaquín Gomis Cornet (en), fortement subventionnée pendant la période de reconstruction d'après-guerre. Fernando Mikelarena Peña suggère que la famille Baleztena bénéficia financièrement du soutien initial des deux frères Ignacio (es) et Joaquín (es) à l'unification.
À la fin des années 1930 et au début des années 1940, de nombreuses personnes se joignirent au franquisme par perplexité ou incertitude. Certains s'engagèrent volontairement sur la voie de l'unification, comme José Ángel Zubiaur, membre du Requeté âgé de 19 ans, qui devint chef de la propagande de FET en Navarre,. D'autres pensèrent qu'avec la mort d'Alphonse-Charles de Bourbon et la nouvelle polarisation provoquée par la guerre civile, le carlisme allait se fondre dans un nouvel amalgame politique, incarné par l'État franquiste émergent ; ce fut le cas de Román Oyarzun, qui avec le temps finit par se considérer lui-même comme reliquat d'une idée obsolète, étant donné qu'il considérait la dynastie carliste éteinte et le mouvement « réduit en débris et en cendres ». D'autres encore considéraient le régime comme un cadre temporaire, nécessaire pour la durée de la guerre uniquement et qui devrait être démantelé par la suite. D'autres enfin pensaient que le carlisme pourrait maintenir son identité politique au sein des structures franquistes, voire dominer le régime et mettre à l’écart les factions concurrentes. C'était par exemple le cas d'Agustín Tellería Mendizábal (en) qui, dans un premier temps indigné par l'unification forcée, conclut ensuite que le moment était très opportun pour se débarrasser des phalangistes et de faire de FET comme une nouvelle organisation carliste ; il en devint devenu un membre enthousiaste et tenta de convaincre les autres carlistes d'en faire autant.
Au milieu des années 1940, au sein du carlisme, émergea un courant nommé carloctavisme, centré autour d'un nouveau prétendant au trône d'Espagne ; différents auteurs, surtout ceux proches du carlisme, avancent qu'il pouvait s'agir un pantin manipulée par Franco et non d'une figure indépendante. Les carloctavistes placèrent leurs attentes dans le régime, avec l'intention de pouvoir déjouer le dictateur ou dans l'espoir sincère d'une fusion monarchiste-franquiste ; dans certaines régions d'Espagne, ils formaient une faction importante des traditionalistes et il est même possible qu'ils aient dépassé en nombre les javieristas du courant majoritaire. Avec la mort inattendue du prétendant en 1953, le courant se tarit peu à peu, même si certains de ses représentants restèrent actifs jusqu'à la fin des années 1960. L'exemple le plus emblématique des militants carloctavistes fut Jesús Cora y Lira (en) ; d'autres demeurèrent actifs jusque dans les années 1960, comme Claro Abánades López (es), Jaime del Burgo Torres (en) et Antonio Lizarza Irribaren (en).

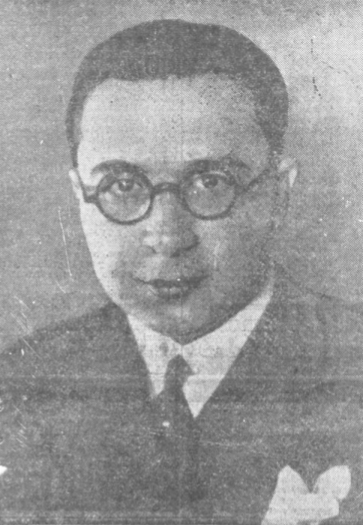
en 1934.

Au milieu des années 1950, le courant dominant du carlisme  changea de posture envers le franquisme et passa d'une non-participation, voire une opposition, à un rapprochement prudent. Le mouvement réactiva la stratégie d'accès sous contrôle préalable et ses membres, y compris de hauts dirigeants, commencèrent à aspirer à des postes officiels, ce qui conduisit à une nouvelle vague de carlistes obtenant des emplois dans les structures de l'État, du parti et dans les médias, par exemple Javier María Pascual Ibáñez (es), qui en 1961 passa du petit périodique carliste local Azada y Asta à El Alcázar, l'une des principales revues du régime. Cette dynamique perdit de son élan au début des années 1960, lorsque les dirigeants traditionalistes réalisèrent qu'ils n'arriveraient pas la voie au pouvoir par ce biais et que Franco était déterminé à maintenir le carlisme en minorité.[réf. nécessaire]
À partir du milieu des années 1960, le carlisme fut de plus en plus soumis à des conflits de pouvoir internes entre les traditionalistes et la faction progressiste rangée derrière Charles-Hugues de Bourbon-Parme et qui tendait à prendre le dessus. 
Certains carlistes traditionnels furent déterminés à contenir cette avancée par tous les moyens, y compris en s'alliant avec le régime. Le cas le plus connu est celui de José Luis Zamanillo, qui s'opposa à l'ascension des progressistes hugocarlistes au sein des structures carlistes, fut expulsé de la Communion après avoir perdu cette lutte interne et se rapprocha du franquisme. Il y eut de nombreux cas similaires, comme celui de Francisco de Guinea Gauna. Franco commença ainsi à attirer dans son camp les traditionalistes déçus. C'est ainsi que se constitua un groupe de carlistes comprenant des personnalités parmi les plus reconnues, occupant des postes prestigieux dans les structures officielles. Le leader politique carliste de l'époque, José María Valiente, désigné à deux reprises — en 1970 et 1971 — procurador (es) aux Cortes par Franco. Le dictateur ne fit aucune référence à ses agissements formellement illégaux dans l'organisation carliste, mais encouragea plutôt les traditionalistes à travailler pour leur cause dans l'espoir de la faire avancer. Le processus se poursuivit jusqu'au début des années 1970 ; certains carlo-franquistes restèrent en recul — par exemple, Valiente, évincé des structures carlistes et nommé à un poste au Conseil national de FET, ne s'identifiait pas au franquisme ; il opta rapidement opté pour le juanisme et n'exploita pas sa position dans les structures du Movimiento —, mais d'autres assumèrent des rôles clés et, au milieu des années 1970, figuraient parmi les dirigeants du «bunker. »[réf. nécessaire]

## Modalités de participation au franquisme
Les carlistes ayant rejoint le régime franquiste ne formèrent jamais un groupe homogène en termes fonctionnels ou structurels ni un réseau organisé. Ce qui s'en rapprochait le plus étaient les structures du ministère de la Justice, où de nombreux anciens carlistes occupèrent des postes.[réf. nécessaire]
Pendant le « premier franquisme », la présence de carlistes qui avaient rejoint les structures du régime en restant attachés à la cause traditionaliste et agissant pour promouvoir le carlisme aux dépens du syndicalisme phalangiste — cas par exemple de José Ángel Zubiaur en Navarre, Luis Ventallo Vergés (es) en Catalogne, Joaquín Manglano (en) au Pays valencien, Fernando Vázquéz Ramos (es) aux Baléares, Agustín Tellería (en) puis Elías Querejeta Insausti (es) au Guipuscoa, José María Sentís (en) à Guadalajara et Palencia, Jesús Comín (en) en Aragon, illustrant les différents chemins suivis par certains carlistes dans leur relation avec le franquisme ; certains choisirent de s'aligner avec le régime dès ses débuts, tandis que d'autres eurent des trajectoires plus nuancées ou rejoignirent le franquisme plus tardivement — entraîna une résistance, notamment de la part des militaires ou des phalangistes, conduisant à des évincements, des marginalisations ou des démissions ; les cas de Heli Rolando de Tella y Cantos — renvoyé en 1943 de son poste de gouverneur militaire de la province de Lugo —, Elías Querejeta Insausti (es) — évincé en 1939 de son poste de chef provincial de FET dans le Guipuscoa —, José Quint Zaforteza (ca) — destitué en 1937 de son poste de gouverneur civil des Baléares — illustrent les conflits survenus avec la Phalange contre la constitution de « fiefs carlistes. » Il y eut néanmoins des exceptions : José María Sentís (en) fit ouvertement la promotion du traditionalisme en tant que gouverneur civil de Guadalajara et de Palencia, et se trouva régulièrement en conflit avec les phalangistes, mais il demeura au sein du régime politique de la dictature ; Joaquín Manglano (en) apporta ouvertement son soutien au carlisme lorsqu'il fut gouverneur civil puis maire de Valence, mais il resta dans les plus hautes sphères du franquisme pendant des décennies. L'exclusion de Joaquín Bau (es) du premier gouvernement franquiste n'était probablement pas liée à son carlisme, mais plutôt à un conflit personnel avec Ramón Serrano Súñer.[source insuffisante]

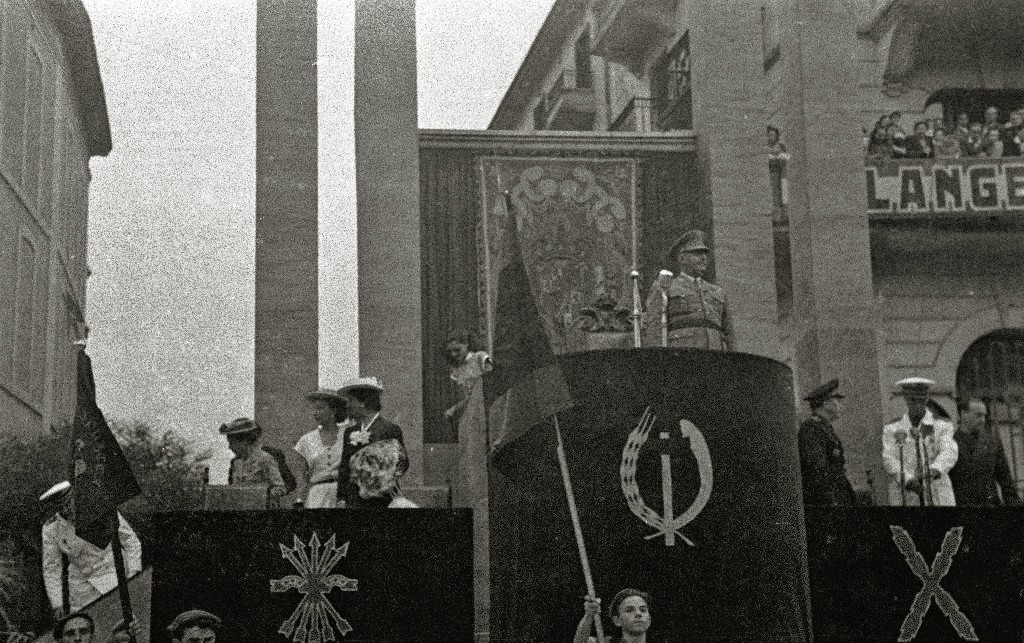
Discours de Franco, à la fin des années 1940 ; noter les symboles phalangistes et carlistes sur les côtés de la tribune.

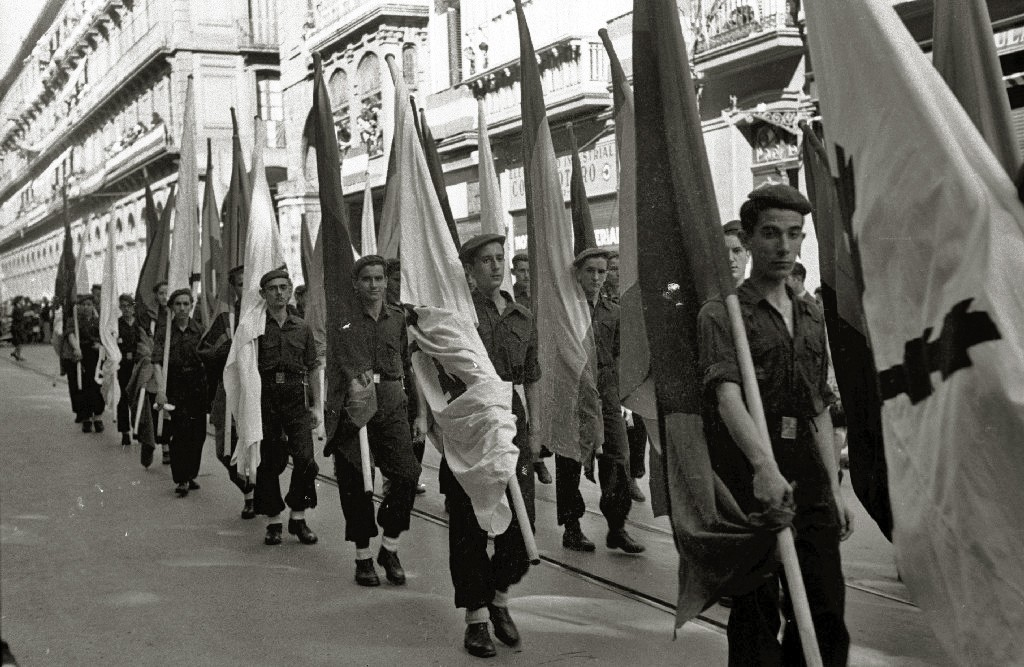
Symboles carlistes lors d'un rassemblement officiel, début du franquisme

En Navarre toutefois, les traditionalistes réussirent à s'opposer avec succès à la phalangisation de la province et parvinrent à une sorte d'équilibre des pouvoirs. Hormis à la fin des années 1940, le ministère de la Justice resta également dominé par les carlistes, qui contrôlaient non seulement les postes de niveau intermédiaire mais aussi les institutions dépendant du ministère : outre les postes ministériels occupés par le comte de Rodezno, Esteban Bilbao et Antonio Iturmendi, les désignés aux postes de secrétaires d'État, chefs de département, sous-secrétaires ou directeurs d'organismes dépendant du ministère incluent les carlistes Mariano Puigdollers Oliver (en), Luis Arellano, José María Sentís (en), Rafael Díaz Aguado (en), Lorenzo Alier Cassi (en), Florencio Aldaz Villanueva et María de Naverán Sáenz de Tejada. Quelque 30 ans plus tard, d'autres carlistes entraient en compétition pour des sièges aux Cortes avec l'objectif de démanteler le système de l’intérieur. Des cas emblématiques sont Esteban Bilbao et Antonio Iturmendi, militants traditionalistes devenus des figures publiques du régime.[réf. nécessaire]
Certains s’efforcèrent authentiquement de réaliser une synergie entre le traditionalisme et l'amalgame idéologique patriotique du régime. Juan María Roma, propagandiste carliste de longue date et figure emblématique de la cause, considérait au début des années 1940 que le carlisme était politiquement dépassé et intégra pleinement dans le nouveau front patriotique ; un autre vétéran carliste, Luis Argemí (es), rejoignit FET et fut nommé en 1943  président de la députation de Barcelone, avant d'être actif dans le carloctavisme ; Román Oyarzun, propagandiste du parti, déclara que le carlisme était mort et, bien qu'avec quelques doutes, salua l'émergence du nouvel État. D'autres exemples, de carlistes ayant assumé des postes élevés dans les institutions scientifiques ou culturelles du franquisme sont Julio Urquijo — initialement secrétaire de l'Académie royale —, Cayetano Mergelina Luna — recteur de l'université de Valladolid —, Martín de Riquer Morera — académicien et professeur —, Salvador Minguijón (en) — membre du CSIC, du Tribunal suprême, de l'Académie royale des sciences morales et politiques —, Ramón José Maldonado y Cocat — expert dans différentes institutions —, Manuel Bofarull Romaña — dans la direction de corps judiciaires —, Agustín González de Amezúa (es) — historien de la littérature et académicien — et Agustín Asis y Garrote — académicien et officier d'État —. Certains demeurèrent vigoureusement antifranquistes, mais considérèrent leur participation dans les institutions scientifiques compatible avec leur posture d'opposition, par exemple Marcial Solana González-Camino Marcial (en), longtemps membre du CSIC ; Francisco Elías de Tejada, après une première phase de zèle pro-franquiste au début des années 1940 devint un opposé affirmé au franquisme, bien qu'il occupât de hauts postes dans le milieu académique sévillan. La mainmise de Franco sur les structures politiques locales était moins ferme et le régime ne contrôlait pas entièrement l'adhésion aux députations provinciales ou aux conseils municipaux ; seuls les présidents des diputations et les maires étaient soumis à la confirmation officielle du gouvernement. C'est ainsi que de hauts fonctionnaires locaux de tendance carliste purent exercer, comme José Gabriel Sarasa (es), Alejandro Encinas de la Rosa (es), Luís Argemí (es) ou Jesús Ardaiz Fortún. Un autre exemple est celui d'Antonio Correa Veglison (es), militaire de profession actif dans le carlisme durant la République, qui se rapprocha dès avant l'éclatement de la guerre civile du phalangisme, mais sans totalement renoncer à ses liens avec le traditionalisme, qui fut à quatre reprises gouverneur civil et, particulièrement lorsqu'il exerçait à Barcelone tenta de produire une sorte de synthèse entre les deux mouvements. D'autres, comme Antonio María Oriol Urquijo ou Ramón Forcadell Prats, rejoignirent le noyau dur et intransigeant du carlisme et tentèrent désespérément de sauver le système en déclin au milieu des années 1970.[réf. nécessaire]

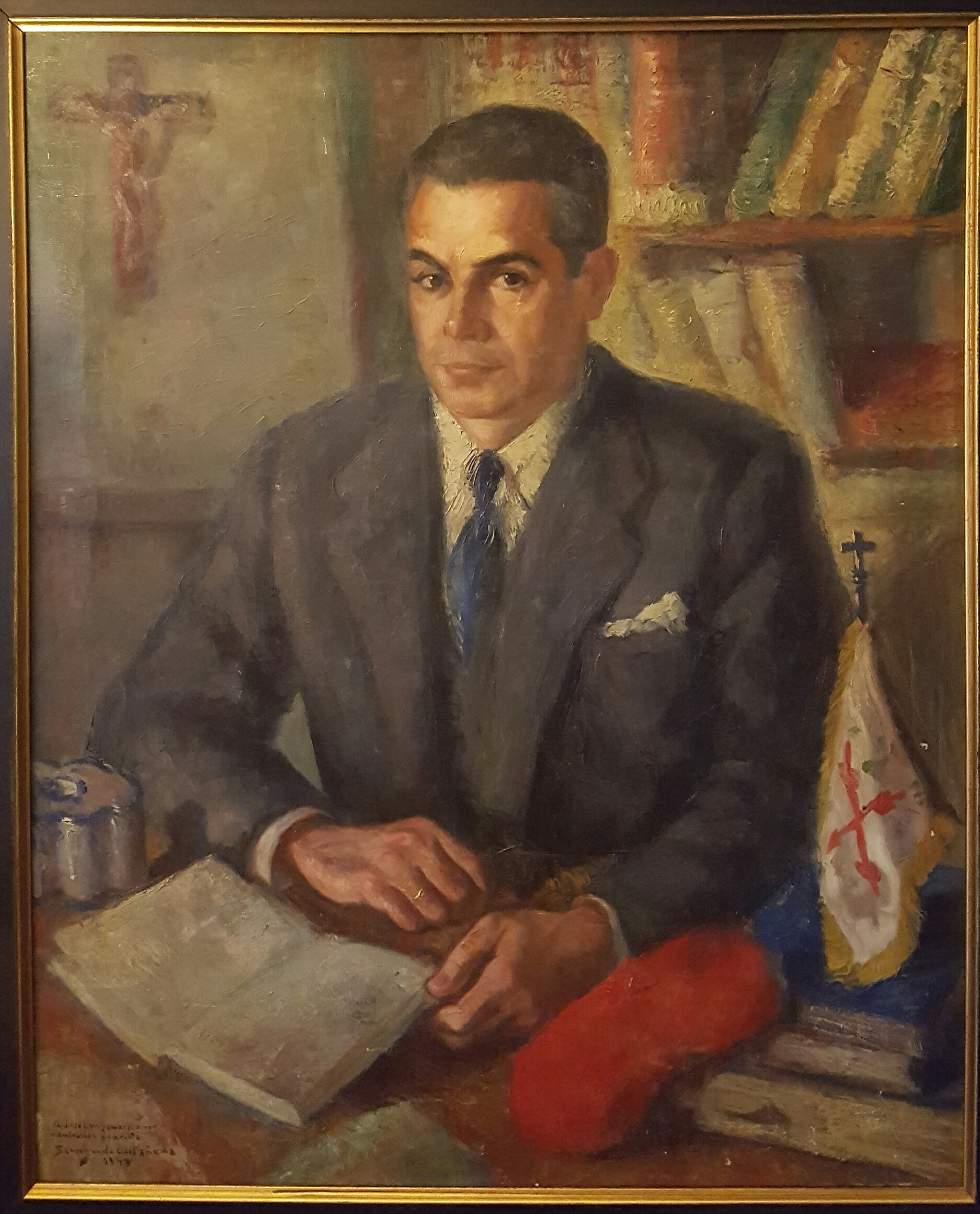
José Luis Zamanillo

Un exemple de conflit non lié aux questions dynastiques est celui centré sur la loi sur la liberté religieuse de la fin des années 1960 ; une faction — avec notamment José María Oriol (es), Antonio María Oriol et Antonio Iturmendi — fit la promotion du projet tandis que l'autre — Joaquín Manglano (en), Miguel Fagoaga Gutiérrez-Solana et José Luis Zamanillo — tenta de bloquer la loi.
De nombreux carlistes abandonnèrent leur militantisme traditionaliste en intégrant les structures du système. Certains devinrent des hiérarques du système, comme Joaquín Bau (es), député carliste sous la République qui, après s'être retiré de la vie publique dans les années 1950, devint l'un des hauts dignitaires de l'État franquiste, fréquemment présent dans les médias. D'autres s'engagèrent activement  dans des mesures anti-carlistes.[réf. nécessaire]

### Le réseau d'influence du comte de Rodezno
À la fin des années 1940, un secteur influent des carlistes — mené par Rodezno, avec d'autres participants comme Jesús Elizalde (en), Joaquín Manglano (en) ou Luis Arellano —, associé à une relative libéralisation du régime, œuvra pour la cause du prétendant alphonsin don Juan, considéré comme proche des idées du traditionalisme et prêt à en adopter les principes. L'opération « Saumon » (operación salmón), une campagne menée sur le long terme pour défendre don Juan Carlos comme futur roi d'Espagne. Ils rivalisaient d'influence avec les carloctavistes, déterminés à soutenir leur propre prétendant, Charles-Pie de Habsbourg-Toscane, alignés sur une conception intransigeante du régime et de la société, et purent trouver des échos favorables parmi les carlistes haut placés, notablement Esteban Bilbao ; certains furent nommés au Conseil national de FET et aux Cortes.

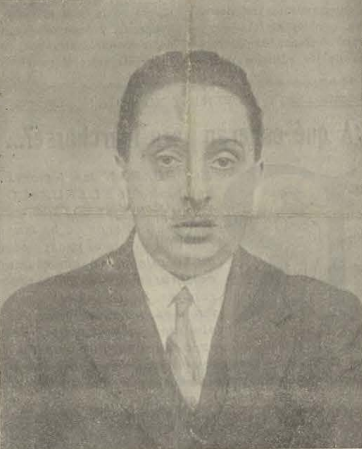
Jesús Cora y Lira en 1932.

Le seul carlo-franquiste à avoir construit sa propre clientèle fut Rodezno, ministre de la Justice en 1938-1939 et plus tard membre des Cortes ; depuis la fin des années 1930 jusqu'au début des années 1950, il dirigeait un groupe surnommé rodeznistas. Il fut remplacé au poste ministériel par Esteban Bilbao, Antonio Iturmendi et Antonio Oriol, mais aucun d'entre eux ne jouit d'une position comparable, même si Bilbao et Iturmendi devinrent également présidents des Cortes et membres du Conseil du Royaume et du Conseil de Régence, tandis qu'Oriol et Joaquín Bau (es) entrèrent au Consejo du Royaume et au Conseil d'État. Dautres individus qui se démarquèrent parmi les carlo-franquistes furent Jesús Cora y Lira (en) (début des années 1950) et José Luis Zamanillo (début des années 1970), le premier en tant que carloctaviste et le second en tant que représentant du bunker.

### Approche statistique

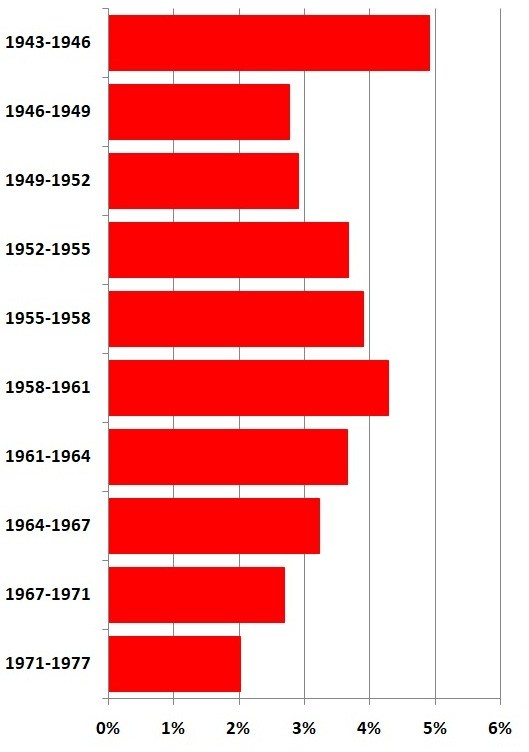
Pourcentage de sièges traditionalistes aux Cortes.

La masse des militants carlistes se retira et ne s'impliqua pas dans le système une fois l'unification proclamée, leurs revendications ne trouvant qu'un faible écho dans un parti dominé par les phalangistes,. Ainsi, comme le note Jordi Canal, « certains [carlistes] acceptèrent pleinement le nouveau régime [...], d'autres, peut-être la majorité [...] se retirèrent chez eux, [...] et un troisième groupe, également nombreux, lutta pour voir leur apport à la victoire reconnu et pour influer — fût-ce par la voie de l'opposition ou par celle de la collaboration — sur la construction de la « nouvelle » Espagne ». Les carlistes constituaient une fraction mineure parmi les titulaires de postes importants au sein du régime.
Plusieurs études généralistes sur l'histoire de l'Espagne ou de la guerre civile suggèrent que le carlisme a été absorbé par FET et cessé d'exister en tant que courant politique autonome. D’autres auteurs insistent pour présenter le carlisme comme un mouvement de résistance et d'opposition systématique au régime et considèrent les cas de collaboration comme marginaux. Selon les études prosopographiques de nombreuses personnalités traditionalistes d’avant-guerre choisirent à un moment ou à un autre d’entrer dans les structures franquistes. Parmi les membres de l'exécutif carliste de 1932 ayant survécu à la guerre, au moins 43 % soutenaient activement le franquisme naissant. Environ 68 % des députés carlistes survivants aux Cortes de la République s'engagèrent dans le régime. Pour les candidats traditionalistes (en) aux Cortes républicaines, ce chiffre s'élève à 44 %. Parmi les membres du Conseil de culture carliste, environ 38 % des survivants occupèrent divers postes au sein du franquisme, proportion qui s'élève à 67 % pour les membres du Comité national carliste de guerre, créé en août 1936.[réf. nécessaire]

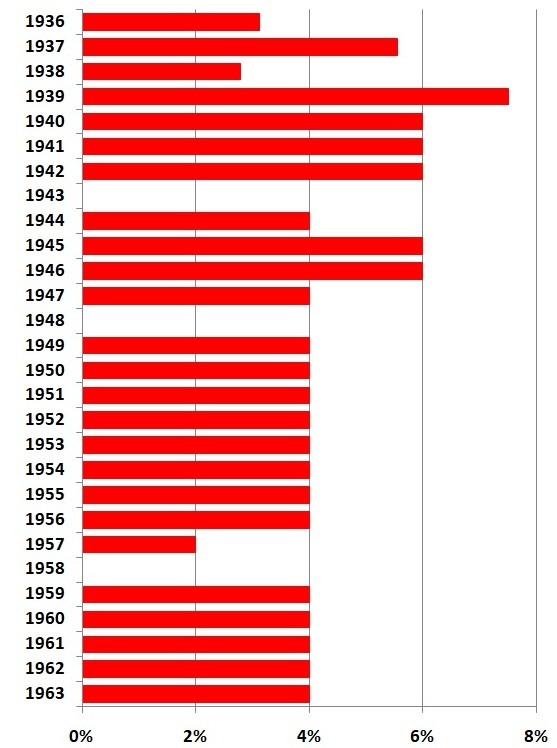
Proportion de gouverneurs civils carlistes.

Lors d'un Congrès national carliste en 1966, les participants furent invités à remplir un questionnaire sur leur accès à différents responsables, dont la synthèse est la suivante : 96 réponses positives pour chef local du Movimiento, 96 pour gouverneur civil, 88 maires, 67 présidents de députation provinciale, 54 chefs supérieurs de la police, 45 gouverneurs militaires, 25 évêques, deux capitaines généraux. Une étude affirme que les individus clairement identifiés au traditionalisme représentaient 2,5 % de tous les ministres du gouvernement, selon un autre auteur la proportion s'élève à 4,5 %. Rodezno, Bilbao, Iturmendi et Oriol cumulent 28 ans au poste de ministre de la Justice. En termes de temps d'exercice cumulé, les traditionalistes affirmés occupèrent 4,2% des postes ministériels disponibles pendant les 36 années de la dictature, le chiffre s'élève à 9,7% en incluant les individus vaguement associés. Les carlistes représentaient environ 3,1 % des membres du Parlement franquiste ; le seuil de 4 % ne fut dépassé que pendant 2 mandats, en 1943-1949 et 1958-1961. Selon une étude, environ 14,5 % des gouverneurs civils étaient liés au traditionalisme durant le « premier franquisme » (1939-1959). Une autre évalue qu'il n'y eut jamais plus de 3 gouverneurs civils carlistes nommés simultanément. Jusqu'au milieu des années 1940, environ 6,6 %  du personnel politique était traditionaliste. Dans la toute première période, les carlistes représentaient environ 22 à 24 % de l'exécutif du Consejo Nacional ; à partir du début des années 1940, leur part resta comprise entre 5 et 10 %, la proportion culminant à 13 % en 1958. Initialement, ils détenaient 29 % des directions (jefaturas) provinciales de FET et commandaient 18 % des sections du parti — 3 sur 17 —, une proportion qui chuta par la suite. Des études sur les bastions carlistes traditionnels comme la Navarre ou les provinces basques indiquent que la part du pouvoir traditionaliste s'y situe entre 30 et 50 %, tandis que dans le cas des régions avec une présence carliste notable mais non dominante, le chiffre tombe à 2-3 %. À la fin des années 1940, les carlistes représentaient environ 3,3 % de tous les conseilleurs municipaux d'Espagne.

### Trajectoires individuelles

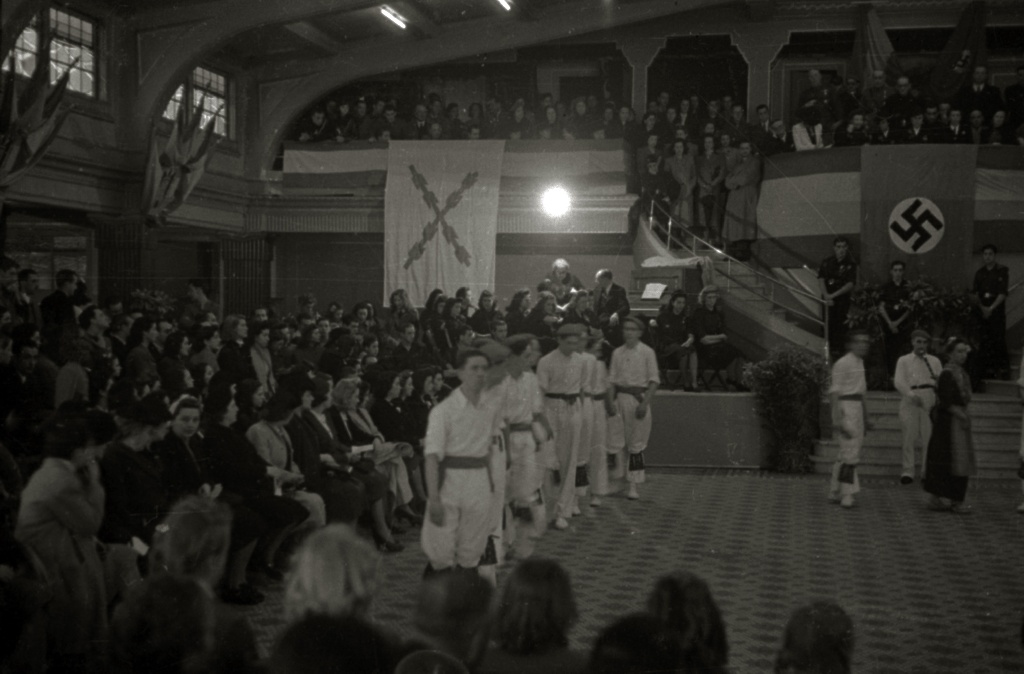
Emblèmes carlistes et nazis

Un grand nombre de personnalités reconnues ayant décroché des postes importants à la fin des années 1930 se désengagèrent rapidement ou démissionnèrent, déçus par la forme prise par le nouveau régime. Un cas frappant est celui de Jesús Elizalde (en), l'un des deux conseillers politiques de la milice de FET y de las JONS et simultanément membre du Comité politique de FET ; indigné par la domination falangiste au sein du parti étatique, il démissionna de ces deux postes en mars 1939, peu de temps avant le triomphe définitif des nationalistes dans la guerre civile. María Rosa Urraca Pastor, l'une des trois dirigeantes carlistes des 18 sections de FET, démissionna en 1938, à la suite d'un conflit avec la dirigeante phalangiste Pilar Primo de Rivera. En 1938, José María Oriol (es) démissionna de son poste au sein du Comité politique et protesta auprès de Franco personnellement. José Quint Zaforteza Amat (ca) était le leader carliste d'avant-guerre dans les Baléares et fut nommé gouverneur civil de la province en 1937 ; il entra immédiatement en conflit avec les phalangistes et fut renversé au bout de quelques mois. Il resta président de la députation provinciale seulement jusqu'en 1939 puis mit fin à son activité politique. Javier Ramírez Sinués (es) occupa plusieurs postes de gouverneur civil de 1938 à 1943 et se retira également de la vie publique. Fernando Vázquéz Ramos, Agustín Telleria Mendizabal, Ramón José Maldonado y Cocat, Eustaquio Echave Sustaeta et Elías Querejeta Insausti occupèrent des postes clés de gouverneurs civils ou de chefs provinciaux de FET, mais furent ensuite détournés vers d'autres postes de moindre importance politique. D'autres furent simplement évincés : Luis Ventalló Vergés fut nommé premier gouverneur civil nationaliste de Lérida peu de temps après la conquête de la province en avril 1938 ; il entra immédiatement en conflit avec le maire militaire de Lérida et fut destitué en août 1938, sans occuper aucun poste politique par la suite. Il fut remplacé par une autre personne de tendance traditionaliste, Fernando Vázquéz Ramos ; ce dernier entra également en conflit avec les phalangistes, fut muté à Las Palmas, où il se heurta de nouveau aux anciens membres du parti, et fut finalement renvoyé en 1940. Certains comme Urraca Pastor, furent persécutés et emprisonnés.
Dans le cas de Rodezno, principal défenseur carliste de l'unification, dès 1939 il commença à se retirer des structures phalangistes, bien qu'il occup6at des postes dans les diputaciones provinciales et aux Cortes. Il n'occupa plus aucun poste officiel à partir de 1946. Son lieutenant politique, Luis Arellano, réduisit également son engagement dans le parti d'État. Tous deux exprimèrent à Franco leur malaise concernant la prédominance phalangiste dans l'État puis se tournèrent, comme de nombreux carlistes, vers au prétendant alphonsiste Juan de Borbón et œuvrèrent pour sa cause.
Joaquín Bau (es), José María Valiente et Jesús Elizalde (es) effectuèrent un retour après une période de marginalisation. Le premier, qui avait fait fonction de ministre de l´Économie pendant la guerre, fut renvoyé à la suite d'un conflit avec Serrano Súñer et se retira complètement de la vie publique. Il revint à la vie publique à la fin des années 1950, occupant des postes de premier plan dans les années 1960 ; au début des années 1970, il était l'un des visages publics du régime. Un autre cas est celui d'Antonio Iturmendi Bañales était quelque peu similaire, qui occupa des postes de gouverneur civil ou de sous-secrétaire ministériel jusqu'au début des années 1940, date à laquelle il protesta contre la domination phalangiste. À la fin des années 1940, il fut de nouveau nommé à des postes importants et finit même par devenir président du Parlement.
Certains prétendaient démanteler le système de l'intérieur. La plupart des membres carlistes élus aux Cortes par le dénommé « tiers familial » étaient dans les premières périodes de farouches opposants au régime, comme José Angel Zubaiur Alegre, Auxilio Goñi ou Fidel Carazo Hernández. Elías Querejeta Insausti, membre des Cortes dans les années 1960 en tant que représentant syndicaliste, resta engagé dans le carlisme javierista, puis hugocarlista.
José María Valiente s'était vu proposer le poste de vice-ministre de la Justice à la fin des années 1930, offre qu'il déclina ; au début des années 1960, il aspirait au poste, recommandé par les secteurs javieristas. Il échoua mais obtint finalement une place aux Cortes en étant nommé personnellement par Franco. Cependant, il profita de sa position pour faire avancer la cause juaniste, puis juancarliste.
José Luis Zamanillo forma un noyau dur d'opposants à l'unification en 1937 ; une fois celle-ci proclamée, il démissionna de tous ses postes officiels et se porta volontaire pour rejoindre les unités de combat en première ligne. Il signa ensuite diverses lettres de protestation adressées à Franco, fut arrêté, condamné et exilé. Au milieu des années 1950, il commença à plaider en faveur de la coopération avec les phalangistes syndicalistes et, avec le temps, fut raillé par la jeunesse javieriste et traité comme un collaborateur. Une fois écarté de l'organisation carliste dominée par les hugocarlistes, il rejoignit les structures franquistes et était pressenti comme un candidat ministériel à la fin des années 1960. Au début des années 1970, il faisait partie du « bunker », le noyau dur franquiste.

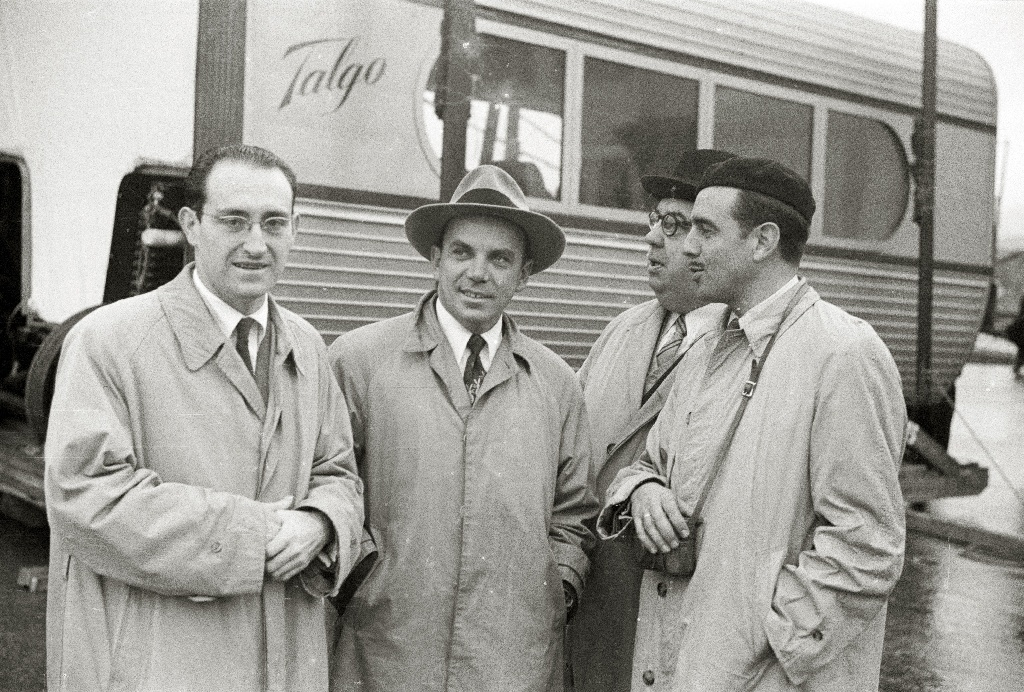
Antonio M. Oriol

Joaquín Manglano (en) resta tout au long de sa carrière d'après-guerre en bons termes avec Franco et proche du régime, bien qu'il ne pas renonçât pas à son identité traditionaliste et qu'il exprimât à de rares occasions son désaccord (notamment sur la loi sur la liberté religieuse). Une posture similaire fut celle des frères Oriol, en particulier José María (es) et Antonio, ou les frères Ricardo (es) et Benigno Oreja (es).

## Bilan

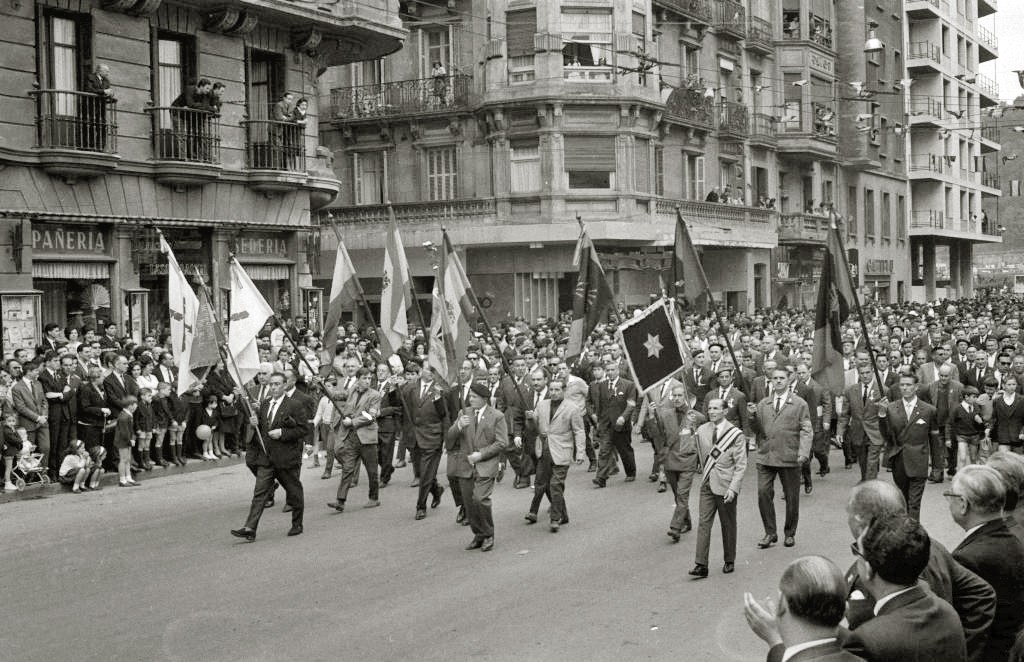
Anciens combattants carlistes lors d'un rassemblement officiel, durant le franquisme tardif.

Le carlisme est inclus dans les « familles » politiques du franquisme, aux côtés des phalangistes, des alphonsins, des militaires, des technocrates et de l’Église. Dans cette perspective, ils sont tous présentés comme des groupes en compétition pour le pouvoir, le rôle de Franco étant de maintenir un certain équilibre entre tous. On regroupe parfois dans un seul grand groupe « monarchiste » les « traditionalistes, carlistes et juanistes ». La composante carliste du régime est considérée peu influente ; sa marginalité étant un peu plus réduite entre le milieu des années 40 et le milieu des années 50. Si dans le discours officiel, les traditionalistes étaient crédités comme collaborateurs à la victoire nationaliste dans la guerre civile, leur influence sur la forme que prit le régime franquiste par la suite semble négligeable.
Les réalisations politiques du carlofranquisme consistent essentiellement en une préservation d'établissements spécifiques dans l'Alava et en Navarre, et une lutte contre les projets phalangistes radicaux. En 1940, ils s'opposèrent avec succès au projet totalitaire de la Ley de Organización del Estado. À la suite de l'attentat de Begoña en 1942, l'indignation carliste contribua à minimiser l'influence des courants philofascistes,. La Loi de succession du chef de l'État de 1947, co-rédigée par les carlistes du ministère de la Justice, fut alors considérée par beaucoup comme conçue comme un dispositif sur mesure en faveur du prétendant carloctaviste, une interprétation qui est néanmoins mise en doute par les historiens actuels,. Le projet de Lois fondamentales, promu au milieu des années 1950, fut critiqué pour être supposément proche d'un régime soviétique et fut finalement bloqué par une coalition de carlistes et d’autres groupes. La  Loi des principes du Mouvement national, adoptée en 1958, définissait le parti d'État en reprenant le terme carliste de « communion » et déclarait l'Espagne « monarchie traditionnelle, catholique, sociale et représentative », ce qui pouvait rappeler le vocabulaire traditionaliste, bien que les répercussions pratiques fussent presque nulles. Au début des années 1960, la faction carlo-franquiste partisane de Juan Carlos contribua à contrecarrer les ambitions régalistes des javiéristes partisans de Charles-Hugues,. En 1969, Juan Carlos fut déclaré futur roi d’Espagne et, au début des années 1970, ils contribuèrent à assurer son ascension contre la faction « régentialiste » du franquisme immobiliste.

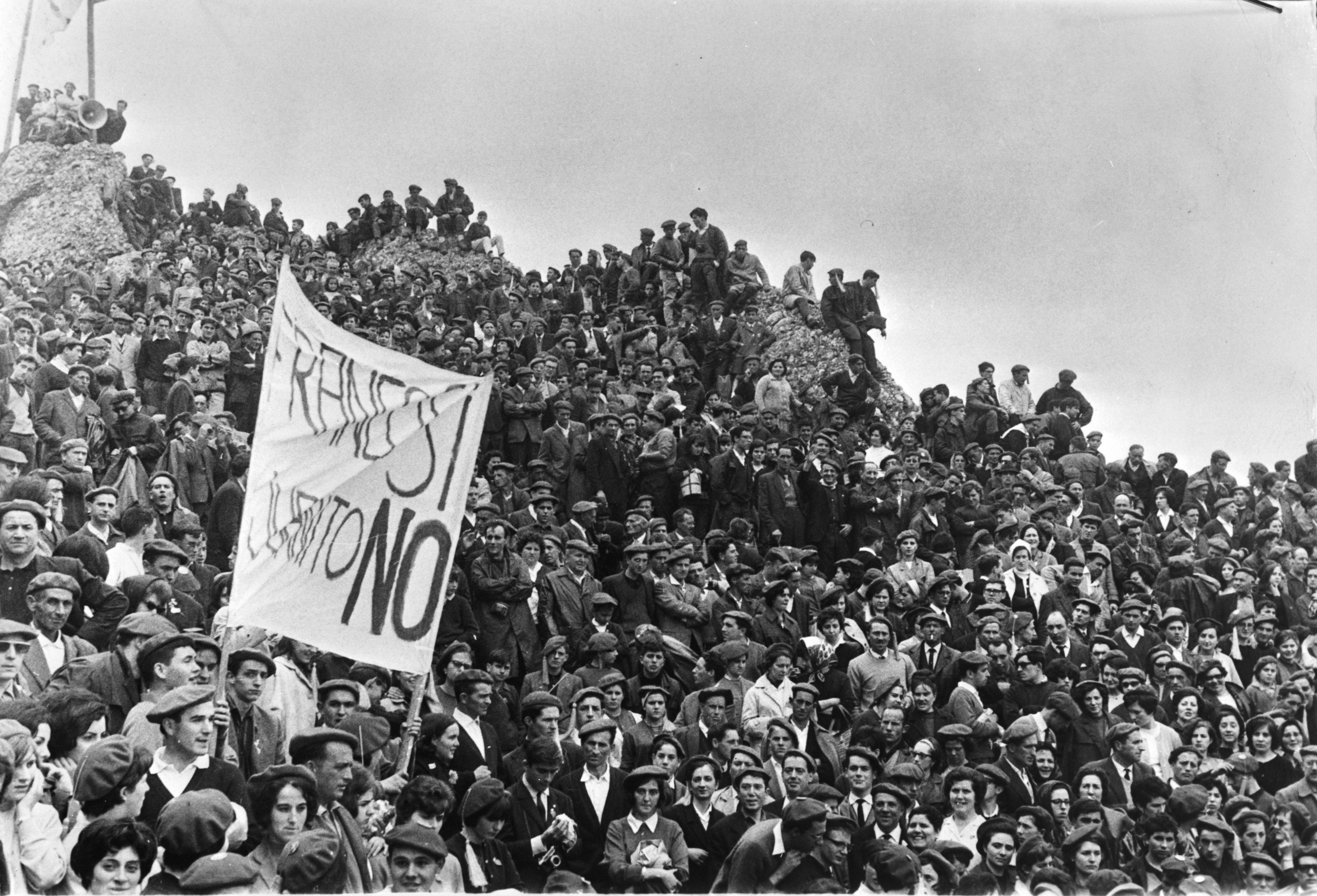
pancarte Franco sí, Juanito non (« Franco oui, Jeannot non ») au rassemblement carliste de Montejurra à la fin des années 1960.

L'échec du carlo-franquisme commence avec sa marginalisation dans les structures étatiques : n’occupant pas plus de 5 à 10 % des postes les plus élevés, les carlo-franquistes ne furent pas en mesure de façonner le régime,, et furent, au mieux, utilisés par Franco comme contrepoids lorsqu’il avait besoin de placer sous contrôle d’autres groupes. Pendant près de 40 ans, aucun de leurs prétendants favoris successifs, Juan, Charles-Pie, François-Xavier ou Charles-Hugues, ne fut choisi ; le couronnement de Juan Carlos eut lieu après la mort de Franco et les carlofranquistes n'eurent aucun contrôle sur son accession au pouvoir. Hormis la place accordée à la culture et à la religion, qui jusqu'au milieu des années 1950 semblait inspirée du modèle traditionaliste, les autres sphères de la vie publique dans l'Espagne franquiste ne se conformaient pas aux prescriptions carlistes. Leur défaite fut notamment marquée par l’adoption de la loi sur la liberté religieuse en 1967, qui contrevenait aux principes carlistes les plus fondamentaux et fut suivie d'autres transformations, conduisant à la construction d'une société de consommation, démocratique et laïque. La marginalisation des carlistes post-franquistes fut retentissante au moment de  la transition démocratique, lorsque leurs tentatives électorales se soldèrent par un échec cuisant.[réf. souhaitée]